# 후지시로 고젠
후지시로 고젠(藤代御前)은 센고쿠 시대 후기의 여성 무사이다. 그녀는 무쓰국에서 살았다. 그녀의 남편이 쓰가루씨와의 전투에서 죽었을 때, 그녀는 어렸고 아들 하나만을 낳았다. 이후 그녀는 여성 영주가 되었고, 아들을 키우기 위해 후지시로칸(藤代館)이라는 작은 성을 지켰다.
『후지시로 마을사』에 의하면 이 후지시로 고젠은 자신의 무기를 들고 가족과 함께 습격하여 피비린내 나는 전투의 마지막에 전사한 보기 드문 영웅이었다. 그녀의 용기 있는 행동으로 그녀는 '젊은 아가씨'라는 뜻의 일본어로 무사 계급의 여성들에게 일반적으로 적용되는 '고젠'이라는 이름을 얻었다.

## 후지시로성 포위 공격
히로사키의 다이묘 쓰가루 다메노부는 그녀의 미모에 힘입어 그녀를 첩으로 삼고 싶었지만, 다메노부가 남편을 죽였기 때문에 거절했다. 그러나 다메노부는 포기하지 않고 군사를 보내 그녀를 무력으로 함락시키려 했으나, 그녀는 가신들과 함께 무기를 들고 반격했다.
후지시로는 이미 다메노부와 여러 차례 전쟁을 치렀는데, 그녀는 쓰가루씨에 속한 지역에서 독립적인 일족의 지배자 역할을 한 것으로 보인다. 다메노부의 군대가 후지시로성 문 앞까지 진군하자, 그녀는 여동생과 하인들과 함께 무장한 채 떠나 가족들과 함께 성을 안에 가두고 다메노부와 싸우러 갔다. 쓰가루의 대군에 맞서 싸운 후지시로는 결국 전사한다. 죽음에 가까워진 그녀는 분노에 찬 눈빛으로 다메노부를 바라보며 "이 원한, 우리는 다메노부의 후손들을 끝까지 저주한다."고 말하며 죽었다. 그녀가 죽은 후, 다메노부는 이 저주를 두려워하여 그녀의 무덤 위에 자신의 무덤을 세우기로 결정한 것으로 보인다.